# توني ستيل
توني ستيل (13 نوفمبر 1942 في أستراليا - ) (بالإنجليزية: Tony Steele)‏ هو لاعب كريكت أسترالي. لعب مع فريق جنوب ويلز الجديد للكريكت ‏.

## وصلات خارجية
- توني ستيل على موقع إي آس بي آن كريك إنفو (الإنجليزية)